# Martín Almagro Gorbea
Martín Almagro Gorbea (Barcelona, el 5 de gener de 1946) és un arqueòleg i historiador espanyol, fill de l'arqueòleg Martín Almagro Basch.

## Biografia
Doctorat en Història per la Universitat Complutense de Madrid (amb premi extraordinari). De 1968 a 1976 fou professor Adjunt del Departament de Prehistòria de la Universitat Complutense, de 1969 a 1970 fou director del Museu Arqueològic d'Eivissa i de 1970 a 1976 fou conservador del Museu Arqueològic Nacional d'Espanya. El 1976 fou nomenat catedràtic i Director del Departament de Prehistòria i Arqueologia de la Universitat de València, càrrec que deixà quan el 1981 fou nomenat catedràtic de la Universitat Complutense de Madrid
De 1979 a 1983 fou director de l'Escola Espanyola d'Història i Arqueologia a Roma. De 1998 a 1999 fou director del Museu Arqueològic Nacional d'Espanya i el 1995 fou escollit acadèmic numerari de la Reial Acadèmia de la Història, de la que en fou nomenat antiquari perpetu el 1996.
La seva principal especialitat és la protohistòria de la península Ibèrica i Europa Occidental.
Tartessos, cultura Ibèrica i cultura Cèltica, processos d'Aculturació i etnogènesi, Museologia, excavacions i patrimoni cultural. Ha participat en les excavacions a França (Bibracte, Avàricum), Irlanda (Hill of Lloyd), Itàlia (santuari de Juno, a Gabii) i a la península Ibèrica. Ha estat comissari de les exposicions Celtes i Vetons (Àvila, 2001), Hispània, el llegat de Roma (Saragossa-Mèrida, 1998), i Tresors de la Reial Acadèmia de la Història (Madrid, 2001).
També és membre Corresponent de l'Institut Arqueològic Alemany (1975), del Consell Permanent de la Union Internationale des Sciences Préhistoriques et Protohistoriques (1991), corresponent estranger de la Société National des Antiquaires de France (1991) i Premi Alexander von Humboldt de 1993, acadèmic corresponent de la Reial Acadèmia de Bones Lletres de Barcelona (1997), Acadèmic de Mèrit de l'Acadèmia Portuguesa da Història de 2005, corresponent estranger de Académie des inscriptions et belles-lettres des de 2006 i membre de la Reial Societat Bascongada d'Amics del País,.

## Obra científica
- Los orígenes de los vascos[2], Martín Almagro Gorbea (aut.) Edita: DELEGACIÓN EN CORTE. Departamento de Publicaciones, 2008. ISBN 978-84-89318-11-3
- La necrópolis de Medellín. I-III (Bibliotheca Archaeologica Hispana 26,1-3) Madrid, 2006-2008. (editor, director y coautor con J. Jiménez Ávila, A. J. Lorrio, A. Mederos y M. Torres). ISBN 978-84-95983-88-6
- Medallas Españolas. Catálogo del Gabinete de Antigüedades de la Real Academia de la Historia. Madrid, 2005 (695 p. + 32 láms.) (editor y coautor con Mª Cruz Pérez Alcorta y T. Moneo). ISBN 84-95983-68-0
- Prehistoria. Antigüedades Españolas I. Real Academia de la Historia, Catálogo del Gabinete de Antigüedades. Madrid, 2004, 451 p. (editor y coautor con D. Casado, F. Fontes, A. Mederos, y M. Torres). ISBN 84-95983-46-X
- Segobriga. Guía del Parque Arqueológico. Madrid 55 p. (con Juan Manuel Abascal y Rosario Cebrián)
- Epigrafía Prerromana. Real Academia de la Historia, Catálogo del Gabinete de Antigüedades, Madrid, 2003, 544 p.
- Santuarios urbanos en el mundo ibérico Martín Almagro Gorbea, Teresa Moneo Real Academia de la Historia, 2000. ISBN 84-89512-58-2
- El rey-lobo de La Alcudia de Ilici. Alicante, 1999. 52 p. MU-2383-1999
- Las fíbulas de jinete y de caballito: aproximación a las élites ecuestres y su expansión en la Hispania céltica Martín Almagro Gorbea, Mariano Torres Ortiz Institución Fernando el Católico, 1999. ISBN 84-7820-466-0
- Segóbriga y su conjunto arqueológico Martín Almagro Gorbea, Juan Manuel Abascal Palazón Real Academia de la Historia, 1999. ISBN 84-89512-29-9
- Archivo del Gabinete de Antigüedades: catálogo e índices Martín Almagro Gorbea, Jesús R. Álvarez Sanchís Real Academia de la Historia, 1998. ISBN 84-89512-27-2
- El Estanque Monumental de Bibracte (Borgoña, Francia). (Complutum, Extra 1). Madrid, 1991. 356 págs. (con J. Gran Aymerich).
- Segóbriga III. La Muralla Norte y la Puerta Principal. Cuenca, 1989. 341 págs. (En colaboración con A. Lorrio)
- Excavaciones en el cerro Ecce Homo: (Alcalá de Henares, Madrid) Martín Almagro Gorbea, Dimas Fernández-Galiano, Madrid : Diputación Provincial. Servicios de Extensión Cultural y Divulgación, D.L. 1980. ISBN 84-500-4020-5
- El bronce final y el periodo orientalizante en Extremadura Martín Almagro Gorbea, Madrid : Consejo Superior de Investigaciones Científicas. Instituto Español de Prehistoria, 1977. ISBN 84-00-03737-5
- Los campos de túmulos de Pajaroncillo (Cuenca). Excavaciones Arqueológicas en España 83, Madrid 1974, 131 pág. + 31 láms.
- La necrópolis de "Las Madrigueras". Carrascosa del Campo (Cuenca) (Bibliotheca Praehistorica Hispana X). Madrid, 1969. 165 p. + X tablas + XXV láms.
- Estudios de Arte rupestre Nubio. I. Yacimientos situados en la orilla oriental del Nilo, entre Nag Kolorodna y Kars Ibrim (Nubia Egipcia). (Memorias de la Misión Arqueológica Española en Egipto X), Madrid 1968 (con M. Almagro). 327. p. + 50 láms.